# Leichtathletik-Weltmeisterschaften 2023/Teilnehmer (St. Lucia)
| Goldmedaillen | Silbermedaillen | Bronzemedaillen |
| ------------- | --------------- | --------------- |
| —             | —               | —               |

St. Lucia nahm an den Leichtathletik-Weltmeisterschaften 2023 in Budapest mit 2 Athleten teil.

## Ergebnisse

### Männer

#### Laufdisziplinen
| Athlet         | Disziplin | Vorlauf | Vorlauf | Halbfinale | Halbfinale | Finale | Finale |
| Athlet         | Disziplin | Zeit    | Platz   | Zeit       | Platz      | Zeit   | Platz  |
| -------------- | --------- | ------- | ------- | ---------- | ---------- | ------ | ------ |
| Michael Joseph | 400 m     | 45,04 s | 18      | 45,50 s    | 17         | DNQ    | DNQ    |

### Frauen

#### Laufdisziplinen
| Athlet        | Disziplin | Vorlauf | Vorlauf | Halbfinale | Halbfinale | Finale  | Finale |
| Athlet        | Disziplin | Zeit    | Platz   | Zeit       | Platz      | Zeit    | Platz  |
| ------------- | --------- | ------- | ------- | ---------- | ---------- | ------- | ------ |
| Julien Alfred | 100 m     | 10,99 s | 3       | 10,92 s    | 5          | 10,93 s | 5      |
| Julien Alfred | 200 m     | 22,31 s | 4       | 22,17 s    | 3          | 22,05 s | 4      |